# Multivariate statistiek
In de multivariate statistiek worden met behulp van multivariate analysemethoden verscheidene afhankelijke stochastische variabelen simultaan geanalyseerd, teneinde iets over de samenhang te weten te komen.
Voorbeelden van multivariate gegevens zijn de responsies op vragenlijsten, soorten waarnemingen bij biologische veldwerk, zoals vegetatieopnamen en tellingen bij broedvogelinventarisaties. Bij vragenlijsten worden aan proefpersonen doorgaans meerdere vragen tegelijk gesteld. 
Met behulp van multivariate analyse kunnen alle antwoorden tegelijkertijd geanalyseerd worden. Bij het direct vastleggen van mogelijke verklarende variabelen (factoren), is het mogelijk (bijvoorbeeld met "gebonden" methoden) relaties te vinden tussen deze variabelen en de vastgelegde antwoorden. Voorbeelden van mogelijke verklarende variabelen bij vragenlijsten zijn leeftijd, woonplaats, geslacht, inkomen.
De volgende typen multivariate analyse worden regelmatig toegepast:
- Multivariate regressieanalyse (niet te verwarren met meervoudige regressieanalyse)
- MANOVA; multivariate variantieanalyse
- Discriminantanalyse
- Factoranalyse
- Canonische correlatieanalyse
- Multidimensionale schaling, ordinatie of (multivariate) gradiëntanalyse, zoals:
  - Polaire ordinatie (PO) (Bray-Curtis ordinatie, Wisconsin ordinatie)
  - Principal coordinates analysis (PCoA, "Metric Multidimensional Scaling")
  - Nonmetric multidimensional scaling (NMDS)
  - Hoofdcomponentenanalyse (PCA, Principal Component Analysis)
  - Redundantieanalyse (RDA, canonische vorm van hoofdcomponentenanalyse)
  - Correspondentieanalyse (CA, Reciprocal Averaging, RA)
  - Canonische correspondentieanalyse (gebonden correspondentieanalyse, CCA)
  - Detrended correspondence analysis (DCA)
  - Detrended canonical correspondence analysis (DCCA)
- Clusteranalyse